# صالح محمد (سیاستمدار)
صالح محمد (زاده ۱۳۴۶ ولایت کنر) سیاستمدار افغانستان و نماینده مردم ولایت کنر در دوره شانزدهم مجلس نمایندگان است. وی در مجلس شانزدهم نمایندگان افغانستان عضو کمیسیون امور داخلی می‌باشد.

## زندگی‌نامه
صالح محمد زاده ۱۳۴۶ ولایت کنر می‌باشد. ایشان تحصیلات متوسطه خود را در پیشاور به پایان برد. وی در دوران جنگ در جبهه مجاهدین حضور داشت.

## دیگر فعالیت‌ها
دیگر فعالیت‌های ایشان:
- ۳ سال مدیر حمل و نقل ولایت کنر.
- سناتور دوره پانزدهم مجلس سنای افغانستان.